# Schloss Utzigen
Das Schloss Utzigen ist ein Schloss in der Viertelsgemeinde Utzigen in der Gemeinde Vechigen im Kanton Bern, Schweiz.

## Geschichte

Historische Ansicht, Kupferstich von Johann Ludwig Nöthiger (1744)

Die 1175 urkundlich erwähnte Twingherrschaft Utzigen besassen bis 1798 verschiedene burgerliche Familien Berns. 1664 kaufte Samuel Jenner die Besitzung und liess 1664 bis 1670 anstelle der alten Burg ein neues Schloss bauen. 1682 tauschte Jenner die Herrschaft Utzigen mit Niklaus Dachselhofer gegen das Thalgut in Ittigen. Danach blieb der Besitz bis 1875 im Besitz der Familie Dachselhofer. Die Twingherrschaft verlor der damalige Twingherr Niklaus Dachselhofer (1735–1806) in der Folge der Revolution von 1798 und das nicht ohne Protest, wie er das in seiner Denkschrift an die «hohe Regierung der Stadt und Republik Bern» 1816 kundtat.  Am 17. März 1875 verkaufte Franz Carl Niklaus Friedrich von Dachselhofer das Schlossgut Utzigen mit Schloss und Landwirtschaftsbetrieb an die Oberländische Armenverpflegungsanstalt für 240'000 Franken.
Zum Schloss gehörten Wohngebäude, ein Blumenhaus, die Schlossscheune, zwei Lehenhäuser, die Schlossanlage mit den Plätzen, Gärten und Fischweiher, sowie Wies- und Ackerland und Wald- und Fischrechte. Die reiche Ausstattung wurde von der neuen Eigentümerschaft verkauft, weil man sie für die Anstalt für unnötig befand. Die von Berner Oberländischen Gemeinden gegründete Institution liess in der Folge einen Neubau mit Küche und Speisesaal, Schlaf- und Arbeitssälen für 157 Männer bauen. Im Mittel- und Dachgeschoss des Schlosses sollten die Frauen untergebracht werden. Mit den aus anderen Anstalten aufgenommenen Pfleglingen wurde die vorhandene Kapazität schon im ersten Jahr überschritten. Mit diversen Arbeiten in der Landwirtschaft und in Haus und Hof mussten die Bewohner beschäftigt und überwacht werden. Dazu standen dem Verwalter eigenes Personal zur Verfügung. 1882 brannte die grosse Scheune mit allen Vorräten, aufgrund der Brandstiftung eines Pfleglings ab. 1895 war die Anzahl der Pfleglinge bereits auf 510 angewachsen. Die Anstalt hatte mit ihrer humanen Ausrichtung Mühe, die «heruntergekommene» Klientel, damals noch «Insassen» genannt, zu «Zucht und Ordnung» anzuhalten. Zur Disziplinierung ordnete der Verwalter gelegentlich für einige Stunden oder Tage Zellenhaft an.
Seit 1902 lieferte die Kartonfabrik Deisswil vertraglich gesicherte Elektrizität und dadurch wurde die Brandgefahr wesentlich verringert.
Im Verwaltungsbericht stand 1907 das die Existenz einer Armenanstalt ohne grossen Landwirtschaftsbetrieb nicht möglich wäre. Mit der Beschäftigung der Pfleglinge in der Landwirtschaft konnte der Betrieb rentabel existieren und erlangte mit seiner Rinder-, Pferde- und Schweinezucht einen guten Ruf weit über die Grenzen des Kantons hinaus. Der Tierbestand betrug 1966: 8 Pferde, 176 Rinder, 304 Schweine, 25 Schafe und 1251 Hühner. Seit 1995 ist der Landwirtschaftsbetrieb verpachtet.
In den 1970er Jahren begannen die Neubau Planungen für die Neuausrichtung des Pflegeheims. Das Schloss sollte in seinen ursprünglichen Zustand zurück restauriert werden und Wohnungen für die Mitarbeitenden wurden in unmittelbarer Umgebung erstellt. Die Neubauvorhaben, welche den Zentralbereich mit dem heutigen Café-Restraunt Schlosshof, der Küche, Lingerie und den Ateliers umfassen sowie die Bewohnerhäuser A, B und D, wurden Ende der 1980er Jahre realisiert. Die Sanierung des historischen Schlosses mit der Verwaltung im EG sowie Wohnungen in den oberen Geschossen wurde 1990 abgeschlossen. Das Pflegeheim entwickelte sich mit den Bauvorhaben der 1980er Jahre zu einem «Regionalen Kompetenzzentrum für Pflege und Betreuung». Grosszügige und moderne Seniorenwohnungen sowie ein Therapiezentrum sind seit 2011 vorhanden und mit einem Neubau (Haus E) wurden 2017 weitere attraktive Einzelzimmer geschaffen. Im Haus E befinden sich neben der Heimarztpraxis auch die Büroräumlichkeiten für die Mitarbeitenden der Sozialberatung und des Bereichs Bildung. 2013 wurde mit der Ablösung von den Gründergemeinden eine neue Rechtsform geschaffen. Heute ist es eine privatrechtliche Stiftung mit einer Betriebs AG und einer Immobilien AG.

## Gebäude
Das ganze Bauensemble ist auf mehreren Terrassen angelegt und bildet mit dem Verzicht auf Wehranlagen für die damalige Zeit einen neuen Typus der Schlossbauten. Das Rundbogenportal mit gesprengtem Dreieckgiebel an der Zufahrt zur Anlage ist mit 1670 datiert. Das ab 1664 erbaute, auf dem Kellersockel zweistöckige Schloss, mit drei auf sieben Fensterachsen, ist mit seiner Hauptfassade zur Parkanlage an der südlichen Talseite ausgerichtet. Eine doppelläufige Freitreppe führt vom Parterre durch ein Barockportal zum Wohngeschoss. Das geknickt auslaufende, steile Vollwalmdach hat südseitig zwei gemauerte Lukarnen aus der Bauzeit und zwei später zugefügte an den Schmalseiten, sowie vier hölzerne an der Turmseite. Die Fenstereinfassungen sind mit barocken Architraven überdacht. Der quadratisch angelegte Treppenturm an der höher terrassierten Hofseite erschliesst die drei oberen Stockwerke. Das Innere ist mit kreuzförmigen Korridoren von Fassade zu Fassade unterteilt. Die Decken der Räume und Korridore sind teilweise in ursprünglichem Zustand. Im Schloss ist die Verwaltung des Wohn- und Pflegeheims untergebracht.
Die modernen Gebäude des Wohn- und Pflegeheims wurden 2009 bis 2011 gebaut und für betreutes Wohnen mit Seniorenwohnungen und Räumlichkeiten für medizinische Therapien ausgestattet. Zusätzlich wurde eine neue Cafeteria mit neuer Küche und Aussensitzplätzen geschaffen.

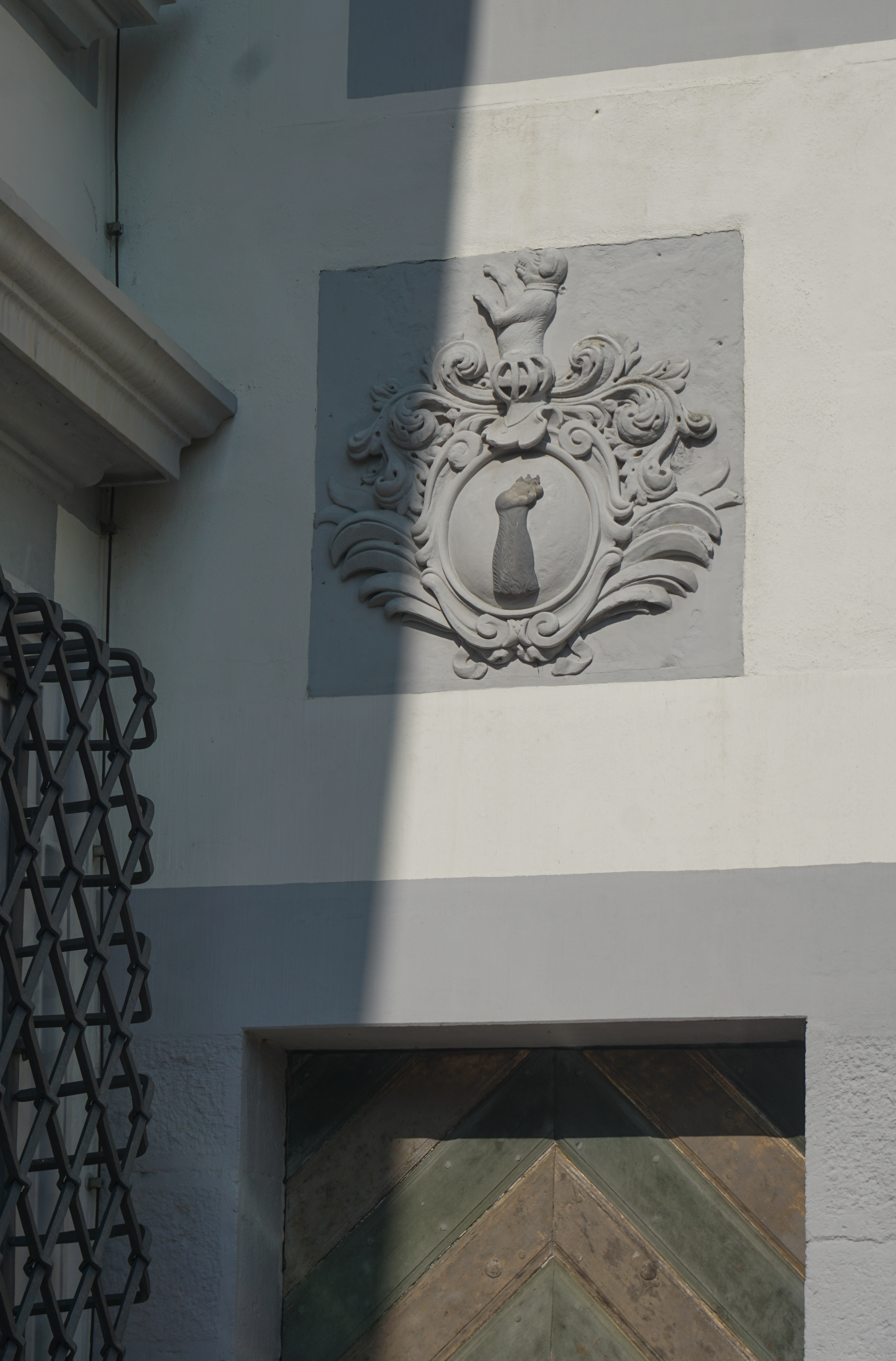
Dachselhoferwappen am Treppenturm
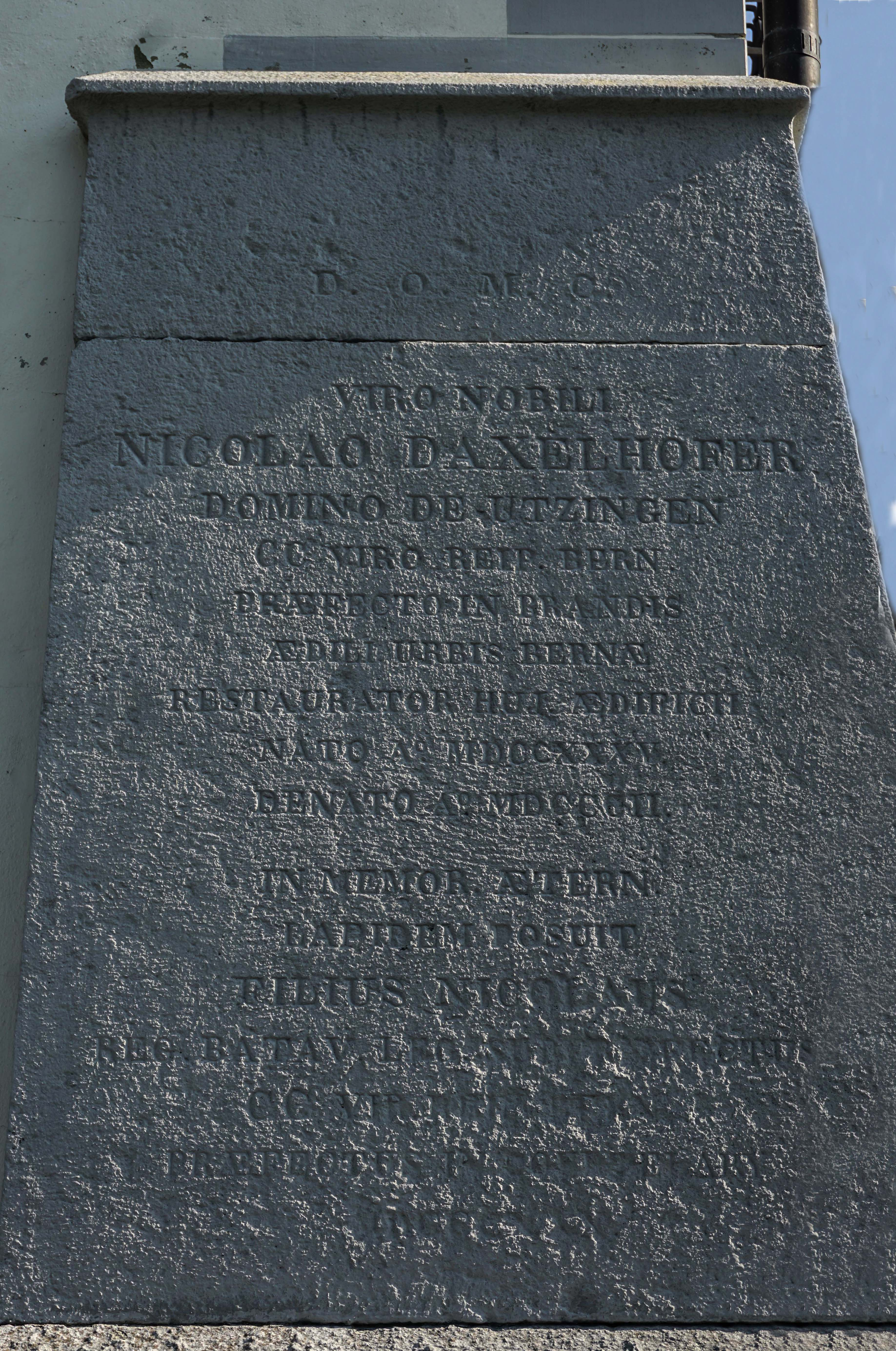
Gedenkinschrift am Eckstein des Schlosses
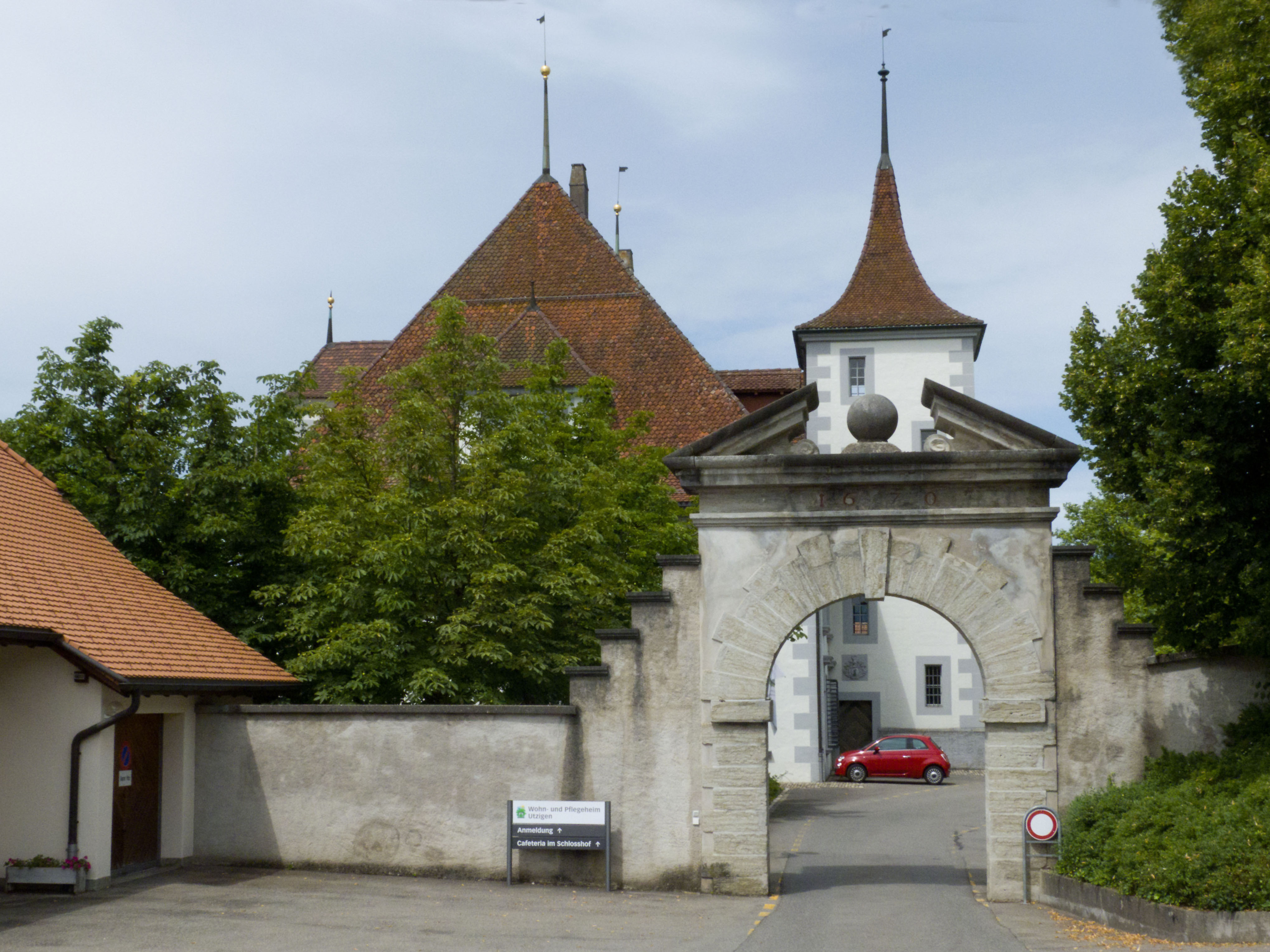
Schloss Utzigen, Toreinfahrt
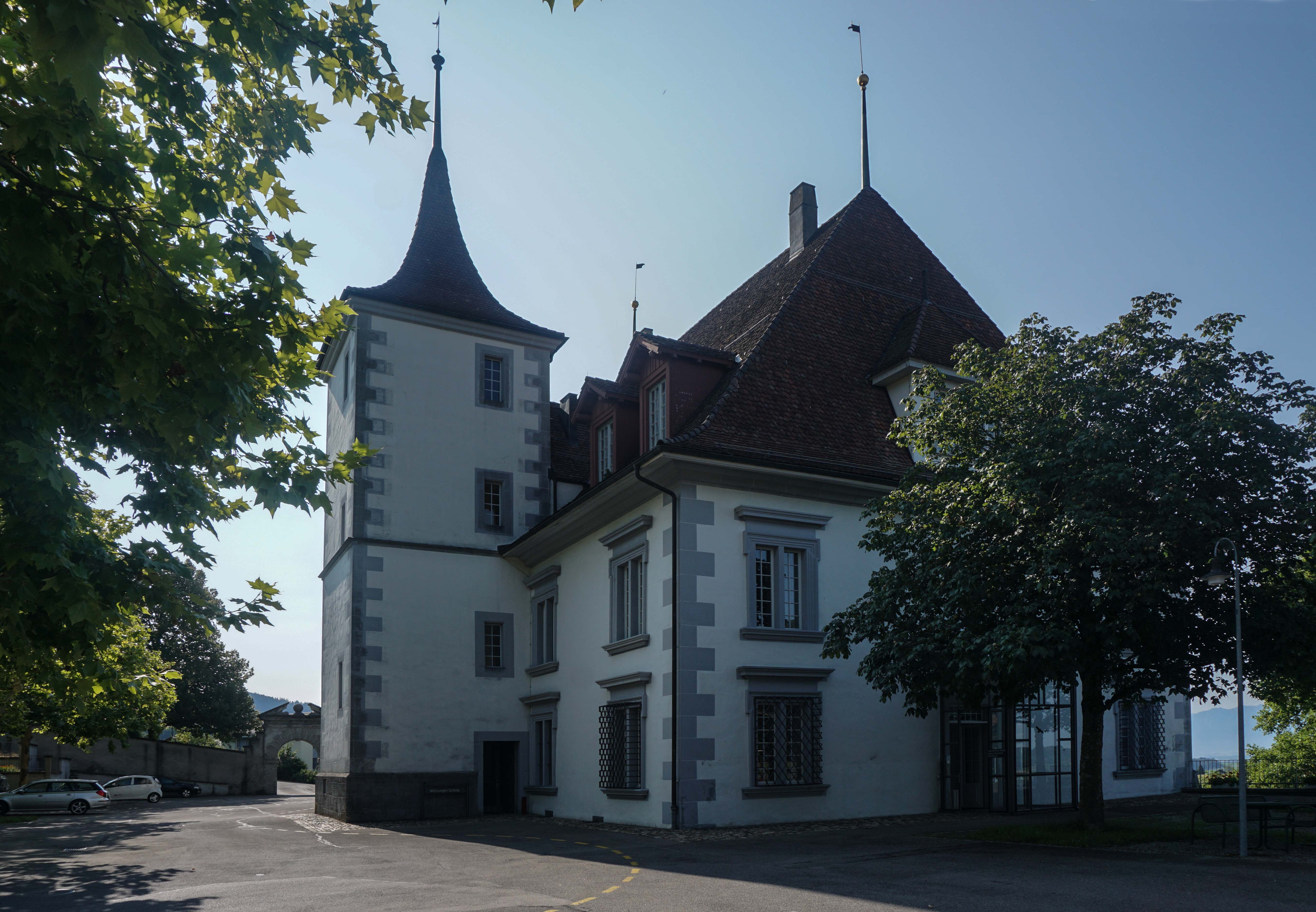
Schoss Utzigen, im Hof
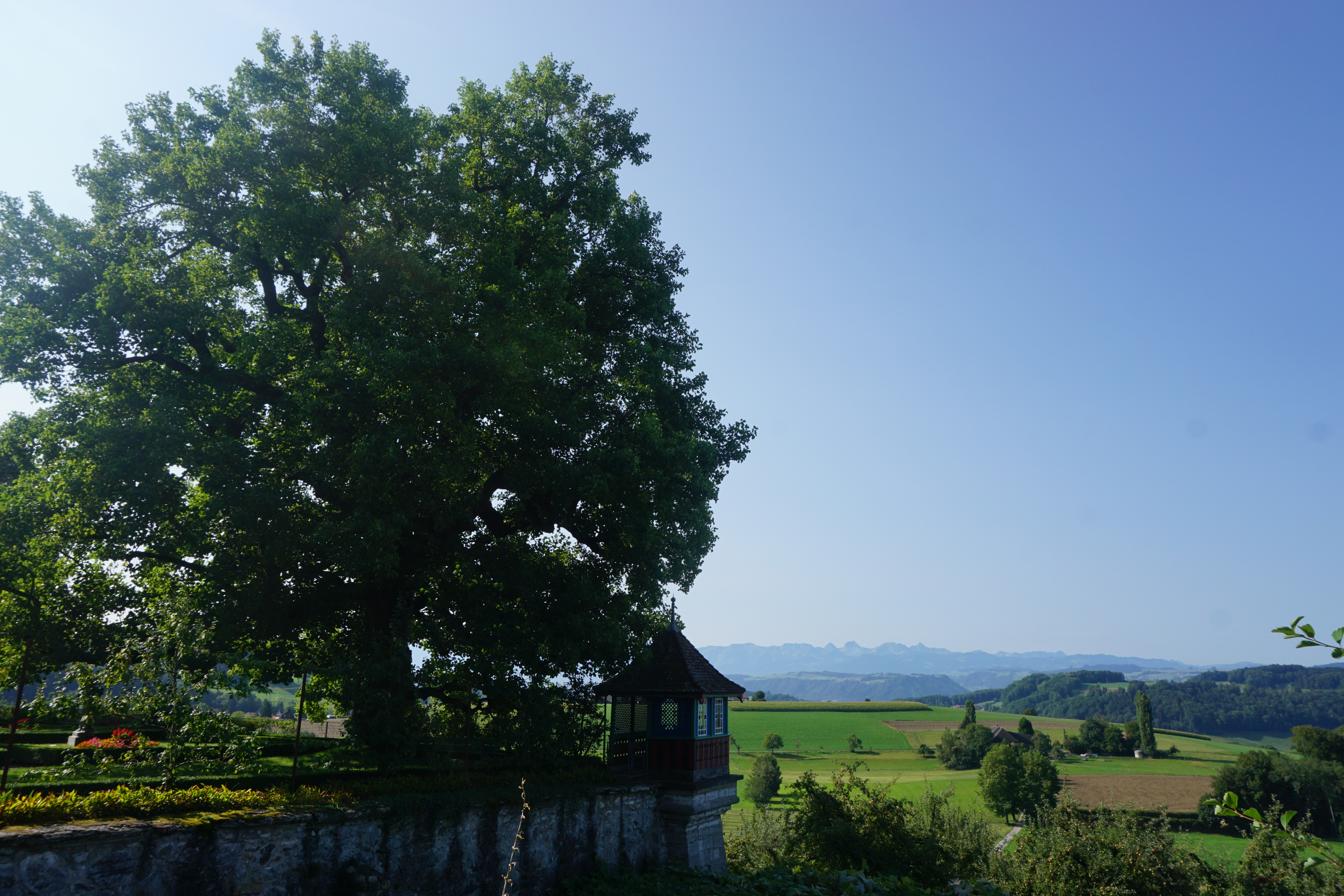
Blick von der Schlossterrasse zum Gehöft Weiher

## Parkanlage

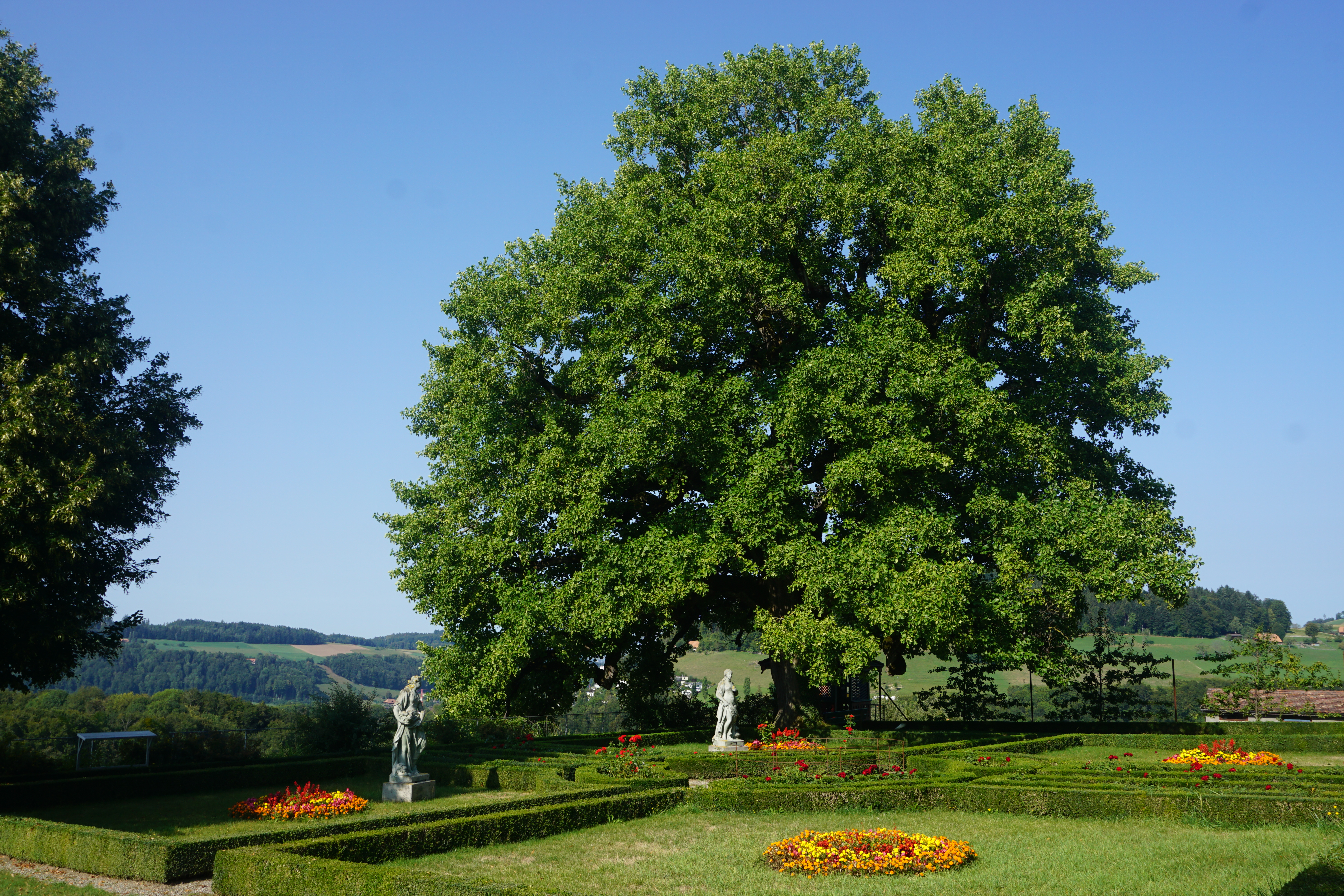
Parkanlage

Ein Broderieparterre nach französischem Vorbild mit beschnittenen Buchsbaumeinfassungen und symmetrisch angelegten Wegen ist auf einer mit hohen Mauern angelegten Terrasse angelegt. Zwei Tulpenbäume, von denen ein Tulpenbaum rund 220 Jahre alt ist, beschatten den Garten. Zwei allegorische Sandsteinstatuen und ein zentraler Springbrunnen, mit Rosenrabatten umgeben, vervollständigen die Anlage. Ausserdem sind an den talseitigen Ecken Gartenpavillons aufgesetzt.